# Marl
Marl (pronunciación en alemán: /maʁl/ⓘ) es una ciudad/municipalidad del distrito de Recklinghausen, en Renania del Norte-Westfalia, Alemania. Está situado cerca del canal Wesel-Datteln, aproximadamente a 10 km al noroeste de Recklinghausen. Tiene alrededor de 90.000 habitantes.

## Geografía

### Ubicación
La ciudad colinda  en el norte con los bosques del Haard y con el parque natural Hohe Mark. La ciudad forma una transición entre la cuenca industrial del Ruhr y la población rural de Münsterland. La frontera norte de la ya citada ciudad coincide casi completamente con el curso del río Lippe. Aproximadamente 60% del total de su área son campos, bosques, arroyos, parques y otros espacios verdes.

### Zona de la ciudad
Marl tiene los siguientes distritos urbanos:
| - Stadtkern - Alt-Marl - Brassert | - Drewer-Nord - Drewer-Süd - Hamm | - Hüls-Nord - Hüls-Süd - Polsum | - Chemiezone - Sinsen-Lenkerbeck |

### Ciudades vecinas
En el norte, Marl limita con Haltern am See, en el este con Oer-Erkenschwick, en el sureste con Recklinghausen, en el sur con Herten, en el suroeste con Gelserkirchen y en el oeste con Dorsten.

### Reservas Naturales
- Braucksenke.
- Die Burg (área Natura 2000).
- Lippeau (área Natura 2000).
- Loemühlenbachtal.

## Historia

### Historia Antigua
El área de la ciudad estaba poblada ya en las mitades de la Edad de Piedra, como muchos estudios arqueológicos en el distrito de Sinsen confirman. Los restos de los primeros asentamientos datan del año 600 a. C.
En el año 300 a. C. las tribus célticas se asentaron en la zona, pero fueron expulsados por las tribus Germánicas. Los Brúcteros controlaron luego la zona norte del Lippe y los  Marsios vivieron al sur de este.
Las invasiones germánicas fueron detenidas por el avance de los romanos, quienes construyeron un inmenso fuerte en Haltern. Restos de una fortaleza romana más pequeña fueron encontrados en el límite entre las ciudades de Polsum y Herten
Tras la Batalla del bosque de Teutoburgo en el 9 a. C. los romanos perdieron su influencia y se retiraron detrás del Rin. El área volvió a posesión germánica.
En el año 80 los Brúcteros fueron expulsados por tribus rivales y se fueron a la actual área de Recklinghausen.

### Alta Edad Media
El siguiente movimiento migratorio tomó lugar en el área de Marl entre los siglos V y VII, cuando los Sajones invadieron desde el noreste a través del Lippe en la antigua área de los Brúcteros. En el año 1920, unas excavaciones arqueológicas probaron que los Brúcteros construyeron una fortaleza circular en una colina en el distrito de Sinsen para defenderse de los Sajones.
Hoy en día la fortaleza es solo reconocible para expertos y está en la reserva natural "Die Burg" (que significa "El castillo"). Los arqueólogos consideran que la fortaleza es un destacado monumento histórico que merece protección.
La fortaleza fue usada por la población rural como una barrera protectora hasta la Baja Edad Media.
Asegurados por escritos los hechos regionales acerca de la Alta Edad Media en el siglo IX y X fueron, no documentados hasta el final del siglo XIX y principios del siglo XX.

### Origen del nombre
Marl fue primeramente documentado en el año 890 en el urbarium de la Abadía benedictina de Werden, que fue fundada en el año 799 durante las guerras Sajonas. Está escrito, que un Dagubrath donó sus posesiones y sus ingresos a la Abadía, para así poder salvarla.
El nombre "Marl" deriva del lugar medieval llamado "meronhlare".
Lingüistas interpretaron este nombre como "prado pantanoso" o como "prado del estanque". El nombre fue cambiado alrededor de los siglos desde "Marlar", "Maerl" hasta "Marler", y finalmente "Marl".
En el urbarium son más encontrados los nombres de asentamientos cercanos que luego se harían parte de la ciudad, estos fueron llamados "Threviri(Drewer)", "Vrilinctorpe(Frentrop)" y "Haranni(Hamm)". Además de la Abadía de Werden había otros grandes propietarios de las tierras como Colonia y el capítulo de Xanter, la Abadía de Essen y algunos nobles.
Esta dispersa propiedad causó masivas peleas y enfrentamientos en la Edad Media.

#### Historia de la iglesia

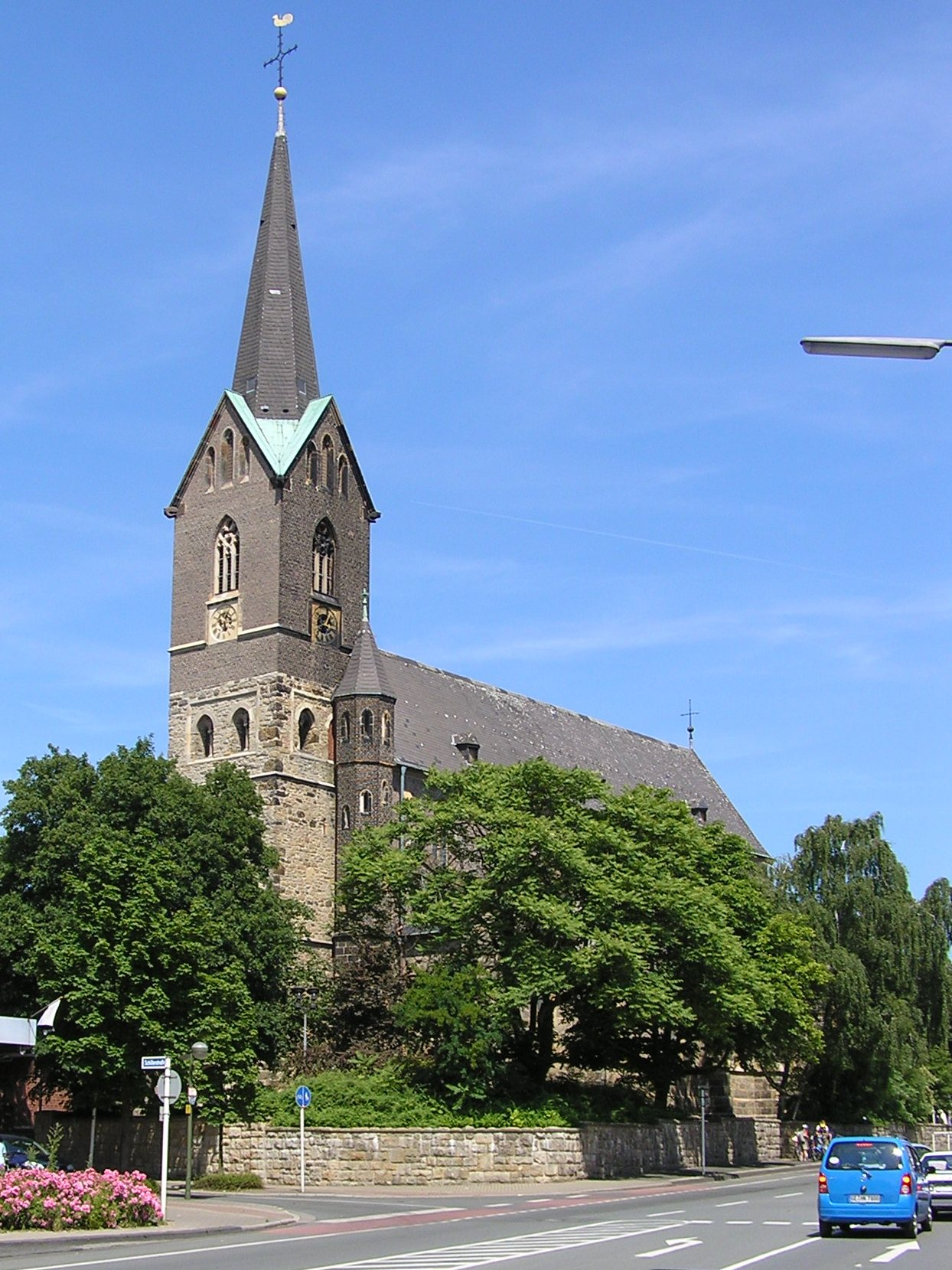
Iglesia de San Jorge en Marl

En el distrito urbano de "Alt-Marl" (Antiguo Marl) esta la iglesia de San Jorge, fue propiedad del Conde Balderich del Bajo Rin en el siglo XI. Luego le dio la Iglesia al arzobispo Heirbert de Colonia.
En un manuscrito que data del año 1160 está escrito que el arzobispo dono la iglesia a la Abadía de Deutz.
Desde 1419 la Iglesia estaba bajo el patrocinio de la Familia noble local, los Loe. Esto duro hasta 1830. De ahí el patrocinio recayó en el Barón Twickel de Lüttinghoff.
De 1856 a 1859 la iglesia fue completamente restaurada acorde a los planes de construcción de Emil von Manger, un constructor de la diócesis católica de Münster. Las paredes de los cimientos románicos se mantuvieron.

#### Los condes de Loe
En el año 1111 la familia noble de Loe construyó un castillo con un foso llamado "Strevelsloe". En 1359 fue renombrada como "Haus Loe". En un manuscrito oficial de 1373 era llamado "castrum".
En 1378 el castillo fue firmado como un "Offenhaus" por su dueño, Wessel van Loe al arzobispo de Colonia, Frederick III de Saarwerden. Offenhaus significa, que en el caso de guerra, el dueño puede usar el castillo como una fortaleza. Así, la noble familia quedó sujeta al arzobispo.
La familia tenía muchas propiedades en la región, varias granjas y molinos, como el "Loemill", el "Sickingmill" y la casa solariega de Wermeling en el río Lippe.
A pesar de que la familia Loe no tenía ningún sucesor hombre, el nombre sobrevivió hasta que la hija de Wolter van loe se casó con su primo, el Barón Dorneburg-Loe de Eickel.
De 1705 a 1832 el castillo y todas las propiedades pasaron a la familia noble de Viedenbrück. Ellos las vendieron al Barón de Twickel, quien a su vez las vendió a Theodor Waldhausen de Essen. 30 años después se vendieron las tierras al Duque de Arenberg, quien demolió el castillo.
Hoy en día en el antiguo emplazamiento del castillo ahí una escuela de gramática y varios campos de deportes. La familia noble Loe es recordada por distintas cosas, una calle "Loe Street", la escuela de gramática "Grammar school at the Loefield" o el aeropuerto "Loemill".

### Edad Media y Edad Moderna
A lo largo de la Edad Media Marl estuvo envuelto en múltiples guerras.
Entre 1243 y 1384 hubo muchas operaciones militares entre el Arzobispo de Colonia y el Conde Mark en medio de otras cosas sobre la posesión del barrio-ciudad de Recklinghausen.
En 1388 y 1389 Marl participó en la "Gran Batalla de Dortmund" y en la guerra fratricida entre Adolfo IV de Kleve-Mark y Gerhard del Mark de Hamm.
De 1443 a 1449 Marl sufrió de la "Pelea de Soest" en la cual la ciudad de Soest defendió su libertad contra el Arzobispo de Colonia.
En los finales del siglo XVI Marl tenía 800 habitantes. La mayoría de ellos vivió en la comunidad agrícola de Drewer.
En la "Guerra del Jülich-Cleves succession", las comunidades agrícolas alrededor de Marl eran saqueadas por las tropas españolas y holandesas que luego se unieron a la guerra.
Directamente siguiendo esta guerra, la Guerra de los Treinta Años comenzó, donde los saqueos siguieron. Después de esta guerra, hubos paz por muchos siglos. Durante la campaña francesa de Carlos, príncipe de Soubise en la Guerra de los Siete Años en 1758 los saqueos de Marl comenzaron de nuevo. Luego de las tropas francesas, las tropas prusianas vinieron pero sin mejoras para los habitantes de Marl.
Hasta 1803 la insignificante Villa Marl era parte de "Vest Recklinghausen". De allí el Duque de Arenberg se adueñó de la Villa. Desde 1810 a 1813, durante la ocupación francesa la Villa fue renombrada como "Mairie Marl" y perteneció al Gran Duque de Berg.
Luego de la Guerra de la Sexta Coalición Marl quedó bajo reinado Prusiano y fue parte del Distrito de Essen hasta 1816, después y hasta ahora forma parte del Distrito de Recklinghausen.
En estos tiempos Marl solo tenía gobernadores en las aldeas, que eran elegidos por un año y eran directamente responsables de los gobernadores de Vest Recklinghausen.
Los gobernadores de las aldeas eran encargados de diversas tareas como la recolección de los impuestos, etc. Junto a estos gobernadores había dos príncipes electos representativos, el "Amtsfron" (el 'socage' de la aldea) y el "Amtsführer" (el líder de la aldea) cuyas tareas era supervisar las normas príncipe-electorales.
Desde 1785 ambos fueron combinados en una sola autoridad.
Desde el 1º de abril de 1816, Marl se consolidó por la ciudad de Dorsten a la"Oficina del Alcalde de Dorsten" ("Bürgermeisterei Dorsten") con el alcalde de Dorsten como rector.
En 1837, después de la reforma territorial del estado de Prusia, Marl fue autónomo nuevamente. El área de la aldea fue ampliada y el poblado de Altendorf-Ulkfkotte fue hecho suburbios, aunque Marl no obtuvo su nombre de regreso, en su lugar se llamó "Alrededores de Dorsten" ("Dorsten-Land")
El 31 de octubre de 1841 la Administración Real en Münster fundó la "Administración de Marl" ("Amt Marl") en un término medio de ciudad-aldea.
El área de administración incluía Marl, las aldeas de Polsum, Hamm y Altendorf-Ulfkotte, más las comunidades agrícolas de los alrededores.
La agricultura siempre fue la principal fuente de ingresos en Marl. Esto se hace evidente en una lista oficial de 1840.
La siguiente está aquí:
- 493 caballos
- 1879 de ganado vacuno
- 857 cerdos
- 98 cabras
- 4591 ovejas

A pesar de la mayoría de ovejas, la importancia del ganado ovino declinó en los últimos tiempos.
Como muchos granjeros necesitaban un segundo negocio, muchas familias tejían.
El alcalde de ese entonces, Bölling, informa en su crónica:
"...se han construido aquí algunas fábricas y se les felicita a los molinos tejidos de damasco, que garantizan preciosa mantelería para personas de la alta sociedad, ganándose así una gran reputación. Es un elegante tejido."
En los archivos de 1842 las siguientes profesiones están anotadas:
- 3 panaderos
- 1 carnicero
- 17 zapateros
- 17 sastres
- 17 carpinteros
- 5 ebanistas
- 6 toneleros
- 1 albañil
- 15 herreros
- 6 bodegueros
- 60 tejedores
- 42 artesanos de velas/jabón
- 12 vendedores ambulantes
- 2 hoteles
- 11 tabernas
- 6 fábricas de cerveza
- 2 destilerías
- 6 distribuidores de maíz
- 5 distribuidores de madera

El momento crucial en la historia de Marl fue el 21 de enero de 1875. En este día la "Simsom well-drilling Company" fundó un depósito de carbón en el pozo de 514 metros en el distrito urbano de Polsum. Perforaciones adicionales en Marl dieron como resultado la formación de minas de carbón.

### Fundación de la mina de carbón "Auguste Victoria"

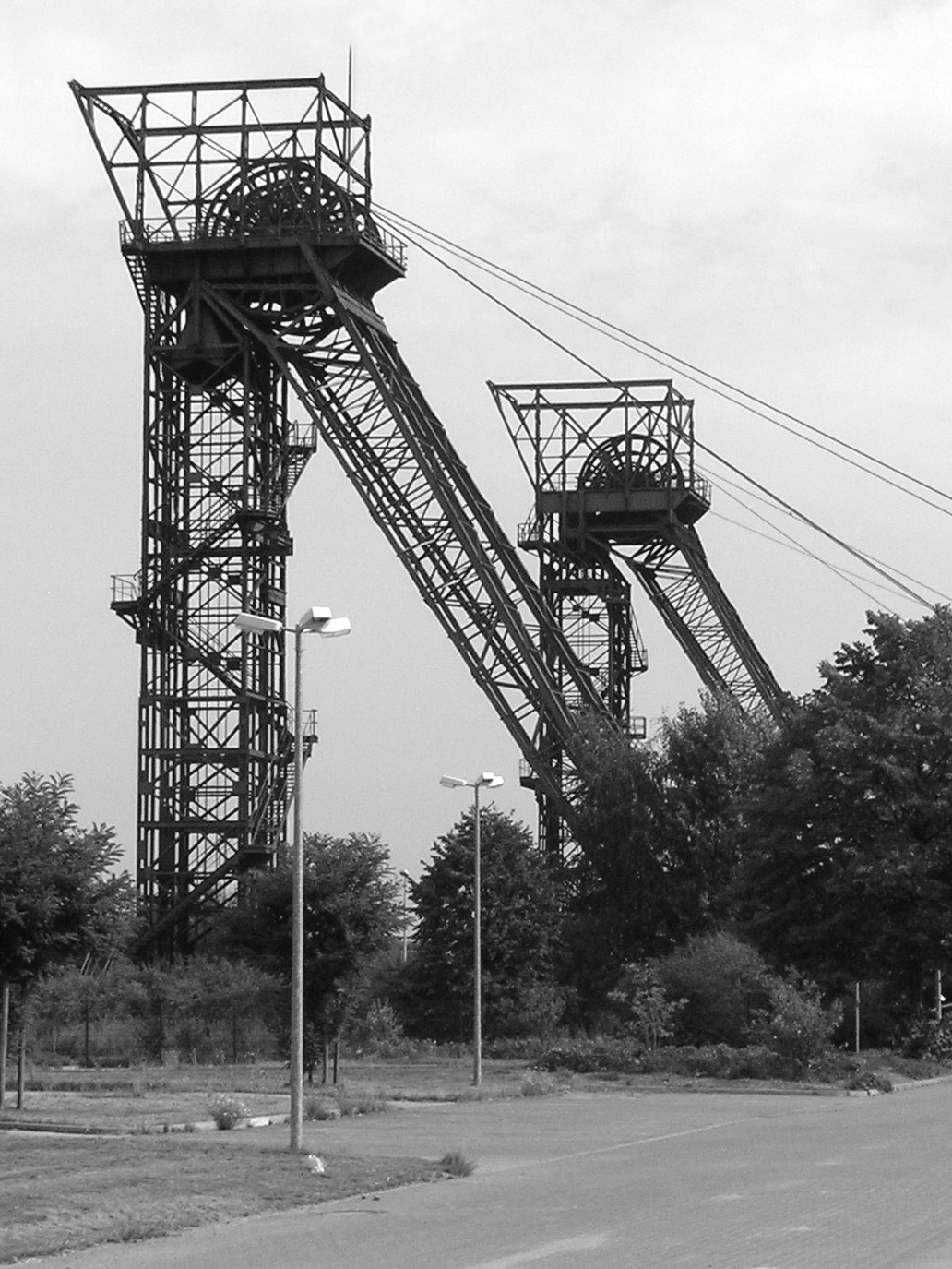
Ejes abandonados de la mina de carbón Auguste Victoria

August Stein y Julius Schäfer de Düsseldorf fundaron la mina de carbón "Auguste Victoria" en 1898 con sede en Düsseldorf y la producción de carbón se planificó a partir de los reclamos 'Hansi 1' y 'Hansi 2'.
En 1903 la oficina principal se mudó al distrito urbano de Marl, Hüls. A finales de 1905 la producción de carbón empezó en el pozo "AV 1".
El epónimo para la mina era Augusta Victoria de Schleswig-Holstein, la última emperatriz alemana y esposa del emperador Guillermo II de Alemania.
Hasta estos tiempos la mina es una de las mayores productoras de carbón en toda Alemania.
Sin embargo será cerrada en 2015, debido al fin de la producción minera en Alemania.

### Fundación de la Mina de Carbón Brassert
En 1905 otra mina de carbón fue fundada en Marl. Se la nombre en honor a Hermann Bressert, el "padre de la ley de minería de 1865"
En 1910 la producción de carbón comenzó y en el año 1950 alrededor de 5.000 personas eran empleados en la mina.
En 1972 la mina fue cerrada y el 2/3 del área de esta se convirtió en un parque comercial, el 1/3 un campo de recreación.
Algunos edificios de la mina fueron salvados. La antigua entrada de los edificios es usada como un estudio de arte y una oficina de la sociedad de la bicicleta.
El distrito urbano alrededor de la mina se nombró "Brassert" como las casas construidas alrededor de la mina para los trabajadores.

### Siglo XX
El Levantamiento Espartaquista vinculado al golpe de Kapp tuvo influencias en Marl. El 1 de abril de 1920, el Ejército rojo del Ruhr ocupó Marl y comenzó un tiroteo con el Reichswehr en el río Lippe, en el cruce cercano a Hamm-Bossendorf.
15 buscadores que se encontraban allí y no estaban involucrados fueron asesinados también.
El 15 de enero de 1923 Marl fue ocupado por tropas francesas y belgas.
El 1º de abril del año 1926, Marl creció con los pueblos que le rodeaban: Hüls, Lenkerbeck y Löntrop, que fueron hechos suburbios.
En 1931, el "Manual de todas las ciudades y aldeas en la provincia de Renania y Westfalia", consta que Marl tenía 34.102 habitantes (19.598 católicos, 12.105 protestantes, 30 judíos y 2.309 de otras religiones).
No había ningún alcalde en esos momentos. La Junta Ciudadana consistía de 18 personas.
- 10 Partido de Centro (Alemania)
- 2 Partido Socialdemócrata de Alemania
- 1 Partido del Reich de la Media Clase Alemana
- 1 Partido Comunista de Alemania
- 1 independiente

El área total de la ciudad es de 11.076 hectáreas, de la misma 415 hectáreas son de edificios, 3.652 hectáreas de granjas y 5.574 hectáreas de bosques y prados.
El 20 de abril de 1936 Marl recibió su Carta Puebla de parte del presidente principal de la provincia de Westfalia, Ferdinand, el Barón de Lüninck.
Como otras ciudades en el distrito del Ruhr Marl creció rápidamente debido a las minas de carbón y a la industria química.

### Fundación del "Chemiepark Marl"
El "Chemical Park Marl" vuelve a ser parte de la fundación de las "Fábricas Químicas Hüls" en 1938. En los tiempos de la Alemania nazi las fábricas producían caucho sintético (llamado "Buna") para neumáticos. Por lo tanto muchos trabajadores forzados fueron usados.
Después de la Segunda Guerra Mundial las fábricas producían plásticos, recursos de limpieza y "Buna" nuevamente. En 1999 la compañía se fusionó con Degussa AG, luego en 2007 con las Industrias Evonik y ahora se llama "Parque Químico de Marl". La infraestructura del parque está a cargo de la compañía "infracor".

### Segunda Guerra Mundial
La Noche de los cristales rotos en 1938 llevó a la persecución de los habitantes judíos, quienes residían en Marl desde 1910. La mayoría trabajaba en la venta de ropa o vendían muebles. Mucha gente fue lastimada, sus tiendas fueron quemadas y 29 ciudadanos judíos tuvieron que abandonar la ciudad. La mayoría fue deportado a Riga y asesinados.
Estos incidentes fueron documentados por el artista alemán Gunter Demnig en su proyecto Stolpersteine (obstáculos).
Entre 1939 y 1945 muchos extranjeros eran trabajadores forzados en empresas y hogares de familia. A lo largo de la guerra, especialmente las fábricas de "Buna" eran blancos de muchos ataques aéreos de los Aliados. Aunque las áreas civiles de la ciudad estaban relativamente cerca de las demoliciones civiles de las fábricas, esta se mantuvo al límite.
El 31 de marzo de 1945 la Octava División Blindada de los Estados Unidos ocupó la ciudad. Mientras la ciudad se fusionó con varias comunidades agrícolas con los asentamientos mineros y las casas de los trabajadores químicos.
Entre 1960 y 1970 un nuevo centro fue construido en un espacio verde como un nuevo ayuntamiento, muchos edificios de gran altura y el centro comercial 'Marler Stern'.

## Población
Desde mediados de siglo XIX hasta comienzos del siglo XX Marl tuvo solo unos cuantos cientos de habitantes. La Industrialización dio lugar a un rápido incremento de 2.000 personas en 1900 hasta 35.000 en 1939 y 92.000 en 1975.
En 2007, el "Número Oficial de Habitantes" calculado por el "Landesamt für Datenverarbeitung und Statistik" of North Rhine Westphalia era 89.122.
La siguiente tabla muestra los números de habitantes. El valor en 1600 es una estimación, luego de recuentos de población o cálculos del Statistisches Landesamt. Las especificaciones hasta el año 1871 muestra la "población del área", desde el 1925 al 1987 indican la población residente y desde entonces la población residente principal. Antes de 1871 los métodos de medición eran inexactos.
| Año  | Población |
| ---- | --------- |
| 1600 | 800       |
| 1875 | 1,883     |
| 1900 | 2,199     |
| 1910 | 5,571     |
| 1919 | 12,130    |
| 1925 | 16,018    |
| 1933 | 31,619    |
| 1939 | 35,288    |
| 1945 | 42,603    |
| 1946 | 44,043    |
| 1950 | 51,192    |
| 1956 | 64,228    |
| 1961 | 71,508    |
| 1965 | 76,674    |
| 1975 | 91,930    |
| 1985 | 87,449    |
| 1995 | 92,965    |
| 2005 | 90,816    |
| 2007 | 89,122    |

- 48.8% de los habitantes son hombres, 51.2% mujeres.
- 17.7% son menores de 18 años.
- 34.3% tienen edades entre 18 y 44.
- 21.9% tienen edades entre 45 y 59.
- 26.1% son mayores de 60 años.

8.9% de la población son de origen extranjero (Dic 2006), viniendo de 130 países diferentes. 52.5% son de Turquía, 7.5% de la Ex-Yugoslavia, 5.6% de Polonia.

## Economía
El "Parque Químico de Marl", la mina "Auguste Victoria", el "Chemical Park Marl", the mine "Auguste Victoria", el "Medienhaus Bauer". La mina de carbón en Marl-Hüls "Zeche Auguste Victoria" fue fundada en 1899 y sigue operando. La producción en masa de vehículos de baja energía Loremo hizo que se planeara construir una fábrica de automóviles en el complejo industrial de Dorsten

## Política

### Ayuntamiento
El Ayuntamiento de Marl consiste de 50 representantes de los siguientes partidos:
- SPD19

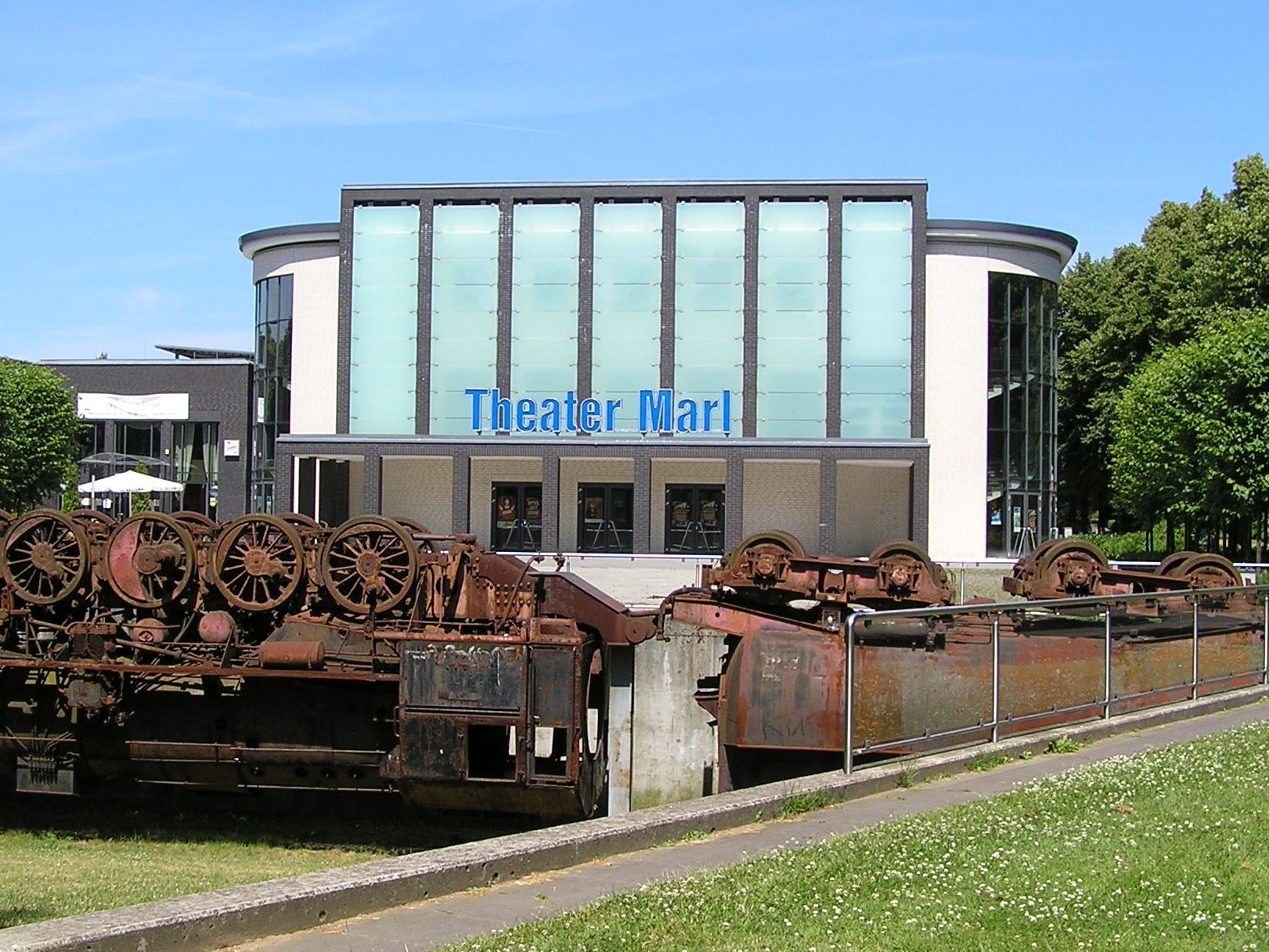
Teatro de Marl con escultura La Tortuga de Wolf Vostell

- Unión Demócrata Cristiana (Alemania) 14
- WIR (Lista de los ciudadanos – independiente) 4
- Partido Democrático Liberal 3
- BUM (Union ciudadana – independiente) 3
- Alianza 90/Los Verdes 2
- Wählergemeinschaft (Votantes de la comunidad – independiente) 2
- UBP (Partido independiente de los ciudadanos – independiente) 1
- Die Linke 1

Sobre la base de las elecciones de 2009.

### Alcaldes
- 1936–1946: Friedrich Wilhelm Willeke, hasta 1933 Partido de Centro (Alemania), desde allí es desconocido, de 1945 parte de la Unión Democrática Cristiana.
- 1946–1965: Rudolf-Ernst Heiland, Partido Socialdemócrata de Alemania
- 1965–1974: Ernst Immel, Partido Socialdemócrata de Alemania
- 1975–1984: Günther Eckerland, Partido Socialdemócrata de Alemania
- 1984–1995: Lothar Hentschel, Partido Socialdemócrata de Alemania
- 1995–1999: Ortlieb Fliedner, Partido Socialdemócrata de Alemania
- 1999–2009: Uta Heinrich, Unión Demócrata Cristiana (Alemania), desde 2004 independiente
- 2009–2025: Werner Arndt, Partido Socialdemócrata de Alemania

### Parque Químico de Marl
Uno de los sitios integrados de producción de químicos de Alemania esta en Marl, el actualmente llamado "Chemiepark Marl" que ha cambiado su nombre varias veces a lo largo de la historia: "Chemische Werke Hüls GmbH". (1938-1952), "Chemische Werke Hüls AG" (1953-1972), "Chemische Werke Hüls AG, Werk Marl"(1972-1985) "Hüls AG, Werk Marl" (1985-1998) y "Chemiepark Marl" desde 1999 hasta la actualidad.

## Relaciones Internacionales
Marl mantiene lazos culturales, económicos y educacionales con las siguientes ciudades hermanadas:
- Bitterfeld, Sajonia-Anhalt, Alemania
- Creil, Francia
- Herzliya, Israel
- Zalaegerszeg, Hungría
- Pendle, Reino Unido
- Kuşadası, Turquía